# Muhammad Siraj-Din
Muhammad Siraj-Din (ur. 11 września 1930 w Lahaurze) – pakistański zapaśnik walczący w stylu wolnym. Dwukrotny olimpijczyk. Dziesiąty w Rzymie 1960; odpadł w eliminacjach w Tokio 1964. Walczył w kategorii 57 kg.
Czwarty na mistrzostwach świata w 1963; piąty w 1959. Wicemistrz igrzysk azjatyckich w 1958 i 1962. Mistrz igrzysk Imperium Brytyjskiego i Wspólnoty Brytyjskiej 1962 w 1962 i drugi w 1958 roku.